# Evangelische Kirche (Oberhörlen)

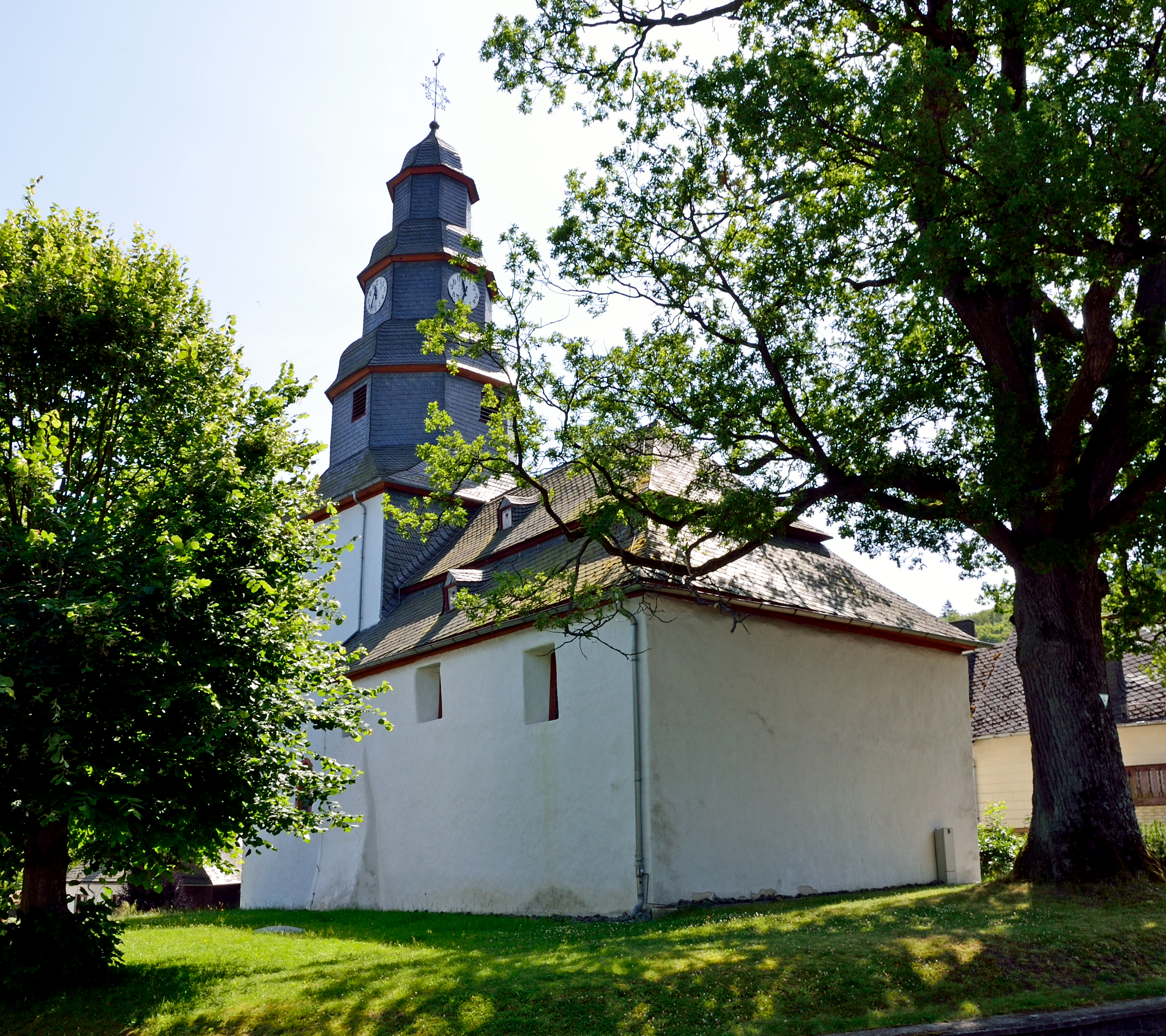
Evangelische Kirche in Oberhörlen

Die evangelische Kirche Oberhörlen ist ein denkmalgeschütztes Kirchengebäude in Oberhörlen im Hessischen Hinterland. Die Kirche gehört zu den Kirchengemeinden Oberhörlen und Niederhörlen im Dekanat Biedenkopf-Gladenbach in der Propstei Nord-Nassau der Evangelischen Kirche in Hessen und Nassau.

## Beschreibung
Der Chorturm stammt aus dem 13. Jahrhundert. Das mittelalterliche Kirchenschiff wurde 1771 mit einem gestaffelten Walmdach bedeckt. Zu dieser Zeit erhielt der Turm einen dreistöckigen, achteckigen, schiefergedeckten Helm. Im unteren Teil ist hinter den Klangarkaden der Glockenstuhl. Der mittlere Teil beherbergt die Turmuhr. Der Chor ist mit einem Kreuzgratgewölbe, das Kirchenschiff mit einer Flachdecke überspannt. Im Chor befindet sich ein spätgotisches Sakramentshaus. Die Kanzel wurde 1747 gebaut. Die Brüstungen der Emporen wurden 1773 von Johann Henrich Hahn bemalt. Die Orgel mit 7 Registern, einem Manual und einem Pedal wurde 1939 vom Orgelbau Friedrich Weigle gebaut. Sie wurde 1962 nach einem Entwurf von Walter Supper umgebaut.